# Antocha (Antocha) libanotica
Antocha (Antocha) libanotica is een tweevleugelige uit de familie steltmuggen (Limoniidae). De soort komt voor in het Palearctisch gebied.